# Кати Кавадини
Катрин Джанет „Кати“ Кавадини (на английски: Catherine Janet 'Cathy' Cavadini; родена на 21 април 1961 г.) е американска озвучаваща актриса и певица.
Известна е като гласа на Белушка в анимационния сериал „Реактивните момичета“, Таня Мишкович във филмовата поредица „Американска приказка“, Дженифър в сериала „Завръщане в бъдещето“ и майката на Анди в първия сезон на „Ах, Анди“.
През 1998 г. получава номинация за награда Ани в категория „Най-добро озвучаване от актриса в пълнометражен анимационен филм“ за работата си по филма Babes in Toyland.